# Памятник воинам-казахстанцам, погибшим в Афганистане
Памятник воинам-казахстанцам, погибшим в Афганистане в г. Алматы олицетворяет память обо всех погибших воинах и солдатах сынам Казахстана, которые сложили свои головы на поле брани на территории Афганистана. Памятник был открыт в день 14-й годовщины вывода советских войск с территории Афганистана.
Памятник выполнен из трех материалов — бетон, гранит и бронза. Три скульптуры солдат отлиты из бронзы. Один из солдат изображен сидящим, со склонённой головой и руками на коленях. Двое других солдат стоят за спиной сидящего солдата. Солдаты изображены в стиле героизма, воинской доблести и скорби. Лица солдат изображены с максимальной точностью и достоверностью — суровая пластика лиц, сжатые губы и кулаки, резко очерченные скулы. Постамент выполнен из гранита, с текстом на лицевой стороне «Воинам-Казахстанцам, погибшим в боевых действиях на территории Афганистана и других стран». Постамент стоит на широкой горизонтальной плоскости их четырёх прямоугольных плит. Прямоугольные плиты символизируют стилобат-надгробие с четырьмя столбцами имен, выложенными рельефными бронзовыми буквами. Также на постаменте присутствует изображение солдатской каски поверх автомата и лавровая ветвь над списками имён. Размеры памятника в плане — 5,3×4,0 м.
Скульптор — Казбек Сатыбалдин, архитекторы — Тохтар Ералиев и Владимир Сидоров.